# Тарг, Семён Михайлович
Семён Миха́йлович Тарг (27 сентября (10 октября) 1910, Смоленск — 19 сентября 2003, Москва) — советский учёный-механик, педагог-методист, доктор физико-математических наук, профессор. Автор монографий, учебников и учебных пособий. Член Национального комитета СССР по теоретической и прикладной механике.

## Биография
Отец Семёна, Тарг Михаил Ионович, столяр по профессии, служил в лесном хозяйстве, в 1915 году был мобилизован в армию, воевал на фронте. В начале 1917 года их часть была переведена в город Ковров. В Коврове Михаил Тарг вошёл в состав местного Совета рабочих и солдатских депутатов, занимал в Совете ответственные должности. В 1921 году он разошёлся с женой и, уехав на Украину (Николаев, Мариуполь), создал новую семью. Мать Семёна, Вера Семёновна, урождённая Липкина, рано начала трудовую жизнь, была рядовой работницей на различных фабриках и заводах, домохозяйкой, уборщицей, с 1934 года, получив инвалидность 2-й группы, жила в семье сына.
В 1925 году Семён окончил среднюю школу в Коврове, стал членом ВЛКСМ, работал пионервожатым на станции Новки, а в 1927 году поступил на физико-математический факультет Московского университета. Окончил университет в 1931 году по специальности «аэродинамика», однокурсниками были Николай Слёзкин и Аркадий Космодемьянский.
С 1931 года работал научным сотрудником в Центральном аэрогидродинамическом институте им. Н. Е. Жуковского и обучался в аспирантуре МГУ (первый набор по специальности механика). С 1932 года преподавал в МГУ, сначала в качестве ассистента, а с 1934 года — в качестве доцента на кафедре теоретической механики, был заместителем декана механико-математического факультета. В это же время начал научную работу в области аэродинамики. В 1934 году защитил диссертацию на соискание учёной степени кандидата физико-математических наук. С февраля по июнь 1936 года находился в командировке в городе Владивосток, где читал лекции по механике в Дальневосточном государственном университете. В ноябре 1937 года получил назначение в Свердловский университет на должность заместителя директора по научной и учебной работе.
В феврале 1939 года по собственному желанию был освобождён от работы в Свердловском университете и, по приглашению заведующего кафедрой Н. А. Слёзкина, занял должность и. о. профессора кафедры теоретической механики Артиллерийской академии им. Ф. Э. Дзержинского в Москве, где затем работал вплоть до 1972 года.
В июле 1940 года был зачислен в ряды Советской Армии в звании военинженера 2-го ранга. В 1940 году стал членом ВКП(б), вёл активную общественную работу, в течение многих лет был секретарём первичной партийной организации общеакадемических кафедр Академии им. Дзержинского, избирался членом партийной комиссии академии.
С началом Великой Отечественной войны в 1941 году был назначен начальником штаба стрелкового полка, сформированного из слушателей и преподавателей. С октября 1941 года по август 1944 года находился с Академией в эвакуации в Самарканде. Продолжал заниматься научной работой и в 1948 году на Учёном совете механико-математического факультета МГУ защитил диссертацию на соискание учёной степени доктора физико-математических наук, озаглавленную «Приближённые методы решения задач гидродинамики вязкого слоя». С 1951 года — инженер-полковник. Из армии был уволен по сокращению штатов в августе 1955 года. В 1957 году принял от Н. А. Слёзкина кафедру механики Академии и руководил кафедрой до 1972 года.
С 1950 по 1955 год по совместительству являлся профессором кафедры теоретической механики Военно-воздушной инженерной академии им. Н. Е. Жуковского.
С 1972 по 1990 год С. М. Тарг работал во Всесоюзном заочном политехническом институте в должности заведующего кафедрой теоретической механики.
Умер 19 сентября 2003 года в Москве. Урна с прахом захоронена в колумбарии № 18 (зал 9) Донского кладбища.

## Научная работа
Научной работой С. М. Тарг начал заниматься ещё в студенческие годы, когда он решил ряд задач аэродинамики, гидродинамики вязкой жидкости и механики твёрдого тела. В 1930-е годы продолжил исследования в области аэродинамики, занимаясь не только развитием теории, но и решая практические вопросы. Позже работал над вопросами теории вязкой жидкости, в том числе связанным с военной техникой.
Результаты многолетних исследований С. М. Тарга по гидродинамике вязкой жидкости были представлены в опубликованной им в 1951 году монографии «Основные задачи теории ламинарных течений».
В последующие годы им был выполнен ряд работ по специальным тематике в интересах развития военной техники. В частности он занимался решением задач, связанных с динамикой твердого тела, теорией гироскопа и теорией удара. Часть результатов этих исследований опубликована в Трудах Академии им. Ф. Э. Дзержинского.

## Научно-методическая и педагогическая деятельность
С. М. Тарг является автором многочисленных учебников, задачников и методических пособий по теоретической механике.
В 1948 году Артиллерийской академией им. Ф. Э. Дзержинского был издан учебник С. М. Тарга «Краткий курс теоретической механики», который затем, в дополненном и переработанном виде, в 1958 году был издан издательством «Физматгиз». В последующие годы этот учебник приобрёл мировую известность и широчайшее распространение, став одним из основных учебников по теоретической механике, был особенно востребован студентами-заочниками за ясность и краткость изложения. Он 20 раз издавался в СССР и России на русском языке, издавался и переиздавался в переводах на 14 других языков, включая такие, как английский, китайский, французский, испанский, итальянский, португальский и арабский.
С. М. Тарг участвовал в создании двухтомного курса «Теоретическая механика», изданного Военно-Воздушной академией им. Н. Е. Жуковского, проделал большую работу по научному редактированию перевода классического курса П. Аппеля «Теоретическая механика» (1960) и по переработке книги Н. Н. Бухгольца «Основной курс теоретической механики» (1965).
Всего С. М. Тарг опубликовал более 120 научных и учебно-методических работ. Кроме того, им написано около двухсот статей по вопросам механики и гидродинамики для Большой советской энциклопедии (Механика., Ньютона законы механики., Гироскоп. и др.), Малой советской энциклопедии, Физической энциклопедии (Динамика., Лагранжа уравнения., Механика. Механика сплошной среды. и др.) и Физического энциклопедического словаря (был и членом редколлегии Словаря).
С. М. Тарг являлся членом двух составов экспертной комиссии ВАК при Совете Министров СССР по механике (с 1964 года), членом Национального комитета СССР по механике и заместителем председателя Научно-методического совета по теоретической механике Министерства высшего и среднего специального образования СССР.
С 1965 года центральное телевидение (учебная программа) показывало лекции С. М. Тарга по теоретической механики, в 1968 году он выступил одним из создателей теле-кинокурса по этому разделу механики, став, таким образом, одним из первых преподавателей по методу дистанционного обучения

## Награды
- Орден Трудового Красного Знамени
- Два ордена Красной Звезды
- Шесть медалей, в том числе «За оборону Москвы»[19], «За победу над Германией в Великой Отечественной войне 1941—1945 гг.»[20]

## Избранные научные труды
- Тарг С. М. О влиянии крыла на продольную статическую устойчивость самолёта // Техника воздушного флота. — 1933. — № 9.
- Тарг С. М. Исследование работы вертикального оперения // Технические заметки ЦАГИ. — 1935. — № 51.
- Тарг С. М. Затухание вращательного движения снаряда при проникновении в вязкую среду // ДАН СССР. — 1945. — Т. 48, № 4.
- Тарг С. М. О распространении сферической ударной волны // Изв. отд. техн. наук АН СССР. — 1946. — № 2.
- Тарг С. М. Погружение цилиндра в вязкую среду, заполняющую осесимметричный сосуд // ДАН СССР. — 1946. — № 4.
- Слёзкин Н. А., Тарг С. М. Обобщённые уравнения Рейнольдса // ДАН СССР. — 1946. — Т. 3, № 54. — С. 205—208.